# 小奧爾奇克
49°11′6″N 35°5′9″E / 49.18500°N 35.08583°E
小奧爾奇克（烏克蘭語：Малий Орчик）是位於烏克蘭東部的村莊，由哈爾科夫州别列斯京区的扎切皮利夫卡市鎮負責管轄。該村始建於1775年，面積1.94平方公里，海拔高度78米，2001年人口329，人口密度每平方公里169.59人。